# The Chosen One (serie de televisión de 2023)
The Chosen One es una serie de televisión fantástica estadounidense. La serie está basada en la serie de cómics American Jesus de Mark Millar y Peter Gross, y sigue a un chico que descubre que tiene las habilidades de Jesucristo, y está destinado a enfrentarse al Anticristo. A diferencia del material original, la serie se desarrolla en México y no en Estados Unidos. Everado y Leopoldo Gout son los showrunners, mientras que Bobby Luhnow, Dianna Agron, Lilith Curiel, Juan Anguamea, Jorge Javier Arballo, Alberto Pérez-Jácome, Patricio Serna, Carlos Bardem, Alfonso Dosal, Sofía Sisniega, Eileen Yáñez y Tenoch Huerta protagonizan la serie. Su estreno en Netflix fue el 16 de agosto de 2023.

## Premisa
Jodie, un niño de doce años de Baja California, descubre de repente que tiene poderes parecidos a los de Jesús: puede convertir el agua en vino, hacer que los lisiados caminen y, tal vez, ¡hasta resucitar a los muertos! Mientras los líderes evangélicos y yaquíes del pueblo intentan que use sus poderes para salvar a la humanidad, lo único que Jodie quiere es impresionar a la chica que le gusta y enfrentarse a sus matones. Mientras Jodie lucha y acaba aceptando su destino, todo se tuerce cuando se da cuenta de que ha descubierto la verdad sobre su identidad.

## Reparto
- Bobby Luhnow como Jodie Christianson / El hijo de Satanás[2]
- Dianna Agron como Sarah / Marie Christianson / Nueva Virgen María
- Lilith Curiel como Magda / Nueva María Magdalena[2]
- Juan Anguamea como Tuka[2]
- Jorge Arballo Osornio como Hipólito[2]
- Alberto Pérez-Jácome como Wagner[2]
- Patricio Serna como Angelo[2]
- Carlos Bardem como Padre Cruz[3]
- Alfonso Dosal como Padre O'Higgins[2]
- Tenoch Huerta como Lemuel[2]
- Alejandro Edda como Maestro Hernández[2]
- Francisco Barreiro como Minero[2]
- Sonia Couoh como Miss Sonia[2]
- Fabrina Melón como Enfermera Lili B. / Disfraz 1 / Sirena Lilith[2]
- Sofía Sisniega como Elena / Disfraz 2[4]
- Eileen Yáñez como Miss Dolores / Disfraz 3[2]

## Episodios
El Elegido está programada para tener un total de seis episodios, con Everado Gout dirigiendo todos los episodios, y Everado y Leopoldo Gout, Jorge Dorantes, Kevin Rodríguez, Iturri Sosa y Tina de la Torre programados para escribir los episodios.

## Producción
Inicialmente, la trilogía de cómics de Mark Millar y Peter Gross American Jesus iba a ser adaptada al cine en marzo de 2009, con Matthew Vaughn como director y productor bajo su Marv Films con Kris Thykier, después de colaborar con Millar en Kick-Ass (2010). Sin embargo, Vaughn negó que estuviera dirigiendo la película, y afirmó que sólo había estado discutiendo con Millar. Waypoint Entertainment también iba a estar involucrada, e intentó reiniciar el proyecto en 2016.
En julio de 2018, se anunció la adaptación de una serie de televisión multilingüe del cómic (junto a otras propiedades de Millarworld) para Netflix, con Everardo y Leopoldo Gout como showrunners y productores ejecutivos, y el primero también como director.
La fotografía principal iba a comenzar en algún momento de la primavera de 2020, pero se retrasó debido a la pandemia de COVID-19. El rodaje comenzó finalmente el 25 de abril de 2022, en Baja California en México. El 16 de junio de 2022, se produjo un accidente con una furgoneta fuera del set en el que murieron dos miembros del reparto, y resultaron heridos seis miembros del equipo de la serie, como consecuencia de que un nuevo conductor iba a gran velocidad combinado con que la mayoría de los pasajeros no llevaban puesto el cinturón de seguridad, lo que llevó a la productora Redrum a suspender temporalmente la producción. Además, un escritor de la serie, Rick Zazueta, había afirmado en un Facebook post thay otros miembros del elenco ha expresado su preocupación por "cuestiones logísticas y de transporte" antes del accidente.
La serie tuvo su primer vistazo en el evento Tudum de Netflix de 2022, donde se anunció a Tenoch Huerta y Dianna Agron como parte del reparto.

## Lanzamiento
En marzo de 2023, Netflix anunció oficialmente la serie, además de revelar un nuevo póster artístico. En junio, se estrenó el primer teaser tráiler en el evento Tudum de ese año.
The Chosen One se emitirá en todo el mundo el 16 de agosto de 2023 en Netflix como una serie de seis partes.